# Jun Negami
Jun Negami (japanisch 根上 淳, Negami Jun; * 20. September 1923 in Tokio, Japan; † 24. Oktober 2005 ebda.; eigentlich Mori Fujio 森 不二雄) war ein populärer japanischer Schauspieler.

## Leben
Jun Negami wurde als erster Sohn des Geigers Otto Mori geboren. 1947 wurde ihm von der Produktionsfirma Daiei der Künstlername "Jun Negami" gegeben. Sein erster Film 1949 war "Haha San-nin" ("Three Mothers"). Populär wurde er mit den Filmen "Inazuma" ("Lightning"), "Kawa no Aru Shitamachi no Hanashi" ("A Story of a Town with a River") und "Sasameyuki" ("Thin Snow").
Jun Negami war seit 1965 verheiratet mit der Sängerin Peggy Hayama.

## Filmografie (Auswahl)
- 1950: Pen itsuwarazu, boryoku no machi
- 1952: Inazuma
- 1953: Zoku Jûdai no seiten
- 1954: Der goldene Drache (Golden Demon)
- 1955: Bara ikutabika
- 1955: Shichinin no ani imôto
- 1956: Das kleine Teehaus (The Teahouse of the August Moon)
- 1957: Danryû
- 1959: Sasameyuki
- 1959: Jirôchô Fuj
- 1959: Jan Arima no shûgeki
- 1960: Afraid to Die (Karakkaze Yaro)
- 1961: A Wife Confesses (Tsuma wa kokuhaku suru)
- 1963: Hanzaî sakusen nanbâ wan
- 1965: The Guardman (Tokyo yôjimbô)
- 1965: Rokyoku komori-uta
- 1967: Mesu ga osu o kuikorosu: Sanbiki no kamakiri
- 1968: Rikugun chôhô 33
- 1971: Onna no iji
- 1971–1972: Kaettekita Urutoraman (Return of Ultra Man, Fernsehserie, 29 Folgen)
- 1976: Ai to makoto: Kanketsu-hen
- 1978–1980: Saiyûki (Saiyūki, Fernsehserie, 46 Folgen)
- 1983: Yojôhan iro no nureginu
- 1984: Irodori-gawa
- 1985: Mishima – Ein Leben in vier Kapiteln (Mishima: A Life in Four Chapters)
- 1989: Shaso
- 1993: Narumi, a Mah-jongg Player
- 1995: Gekai Hiiragi Matasaburô (Miniserie)
- 1997: Amigasa Jûbei (Fernsehserie)